# Fundación Botín
La Fundación Botín es una fundación española con sede en la ciudad de Santander (Cantabria), creada por Marcelino Botín y su mujer, Carmen Yllera, en 1964 y presidida actualmente por Javier Botín.
También conocida como Fundación Marcelino Botín, desempeña sus labores en España y América Latina desarrollando programas sociales, y explorando formas de detectar talento creativo que permitan generar riqueza cultural, social y económica.
La Fundación Botín cuenta con el Observatorio de Tendencias ideado para profundizar en el conocimiento de la sociedad, desde donde se impulsan programas de detección y desarrollo del talento en los sectores sociales y público. 

## Sedes
Su sede principal está en la calle Pedrueca de Santander (Cantabria), en el norte de España, en un edificio familiar de finales del siglo XVIII, remodelado y ampliado en 1992. En él vivió el 
paleontólogo Marcelino Sanz de Sautuola, descubridor de las cuevas de Altamira en 1879 y en la actualidad alberga oficinas, despachos, el salón de actos y la Biblioteca. La Fundación dispone de dos espacios adicionales: la sala de exposiciones, próxima a la sede; y el Promontorio, casa familiar de Emilio Botín Sanz de Sautuola construida entre 1915 y 1918 y donada a la Fundación por su hijo Emilio Botín Ríos.
Cuenta también con la Casa Rectoral de Puente Pumar, cedida mediante convenio por la Mancomunidad Saja-Nansa, como centro de operaciones de la Fundación en el Valle del Nansa, desde donde lleva a cabo su programa de Desarrollo Rural, Patrimonio y Territorio. 
En 2012, la Fundación adquiere el edificio de la antigua Fábrica de Platerías Espuñes del barrio de Salamanca (Madrid), para establecer su segunda sede.
En ese mismo año, la Fundación Botín comienza la construcción del Centro Botín, un centro de arte privado donde desarrollar su programación de arte, música, cine, teatro, danza y literatura.

## Historia
Desde su creación en 1964, el objeto de la Fundación Botín ha permanecido invariado: contribuir a paliar las necesidades y promover el desarrollo social de la región de Cantabria y para cumplirlo, sus focos de atención y actividades han ido evolucionando. Sus grandes etapas han sido tres.
- La primera, de definición y asentamiento, según los criterios del fundador, para el que la discreción era fundamental. Bajo la dirección de Andrés de Santiago, estaba centrada en obras de beneficencia, ayudas para estudios y organización de conciertos, conferencias y exposiciones de ámbito regional.

- La llegada de Enrique Martínez Berro a la Dirección, en 1989, abre una segunda etapa en la que la Fundación pasa de estar inscrita en el Ministerio de Asuntos Sociales, al Protectorado del Ministerio de Cultura. Se reorganizan las actividades de Formación, Asistencia Social y Cultura y se abren dos nuevas áreas de atención: el Patrimonio Histórico y la Investigación en Medio Ambiente y Medicina. La institución trasciende el ámbito regional con iniciativas propias y de la mano de instituciones como el Museo Nacional del Prado, Museo Nacional Centro de Arte Reina Sofía, Patrimonio Nacional, Universidad de Alicante o el CIEMAT.

- En el año 2002, en el que se incorpora a la Dirección Rafael de Benjumea y Cabeza de Vaca, se inicia una etapa de reflexión fruto de la cual se llega al programa actual. En el año 2009, Íñigo Sáenz de Miera Cárdenas[7] pasa a sustituir a Rafael de Benjumea en la Dirección General de la Fundación Botín.